# Махмуд ага мост
Махмуд ага мост (на гръцки: Γεφύρι της Μαχμούτας) е стар каменен мост в Егейска Македония, Гърция, край правищкото село Косруп (Месропи).
Мостът се намира на юг от Косруп в равнината на долината на Лъджа и пресича реката, която минава през селото. Той е част от старата пътна ос, свързваща Амфиполис с Правища (Елевтеруполи). Този път е съществувал поне от римската епоха и е бил алтернативният път на Виа Егнация, който минава от северната страна на Кушница (Пангей). Затова местните хора наричат пътя „стария път“, като на места от него все още са запазени старите павета. Османлийският мост в Османли (Хрисокастро), Рехимлийският в Рехимли (Месия) и най-южният мост на Самоков (Доматия) - Кайнакидевият мост, също са част от същата пътна ос.
Мостът е проста конструкция, без излишни декоративни елементи. Неговата арка има само един ред камъни (толити), докато палубата се издига стръмно от двата края, за да изчезне точно преди върха на арката, придавайки на моста силна триъгълна, но ефирна форма. В 2012 година мостът е реставриран от дем Кушница.